# Shingo Suetsugu
Shingo Suetsugu (Japón, 2 de junio de 1980) es un atleta japonés, especialista en la prueba de 200 m, en la que ha logrado ser medallista de bronce mundial en 2003.

## Carrera deportiva
En el Mundial de París 2003 ganó la medalla de bronce en los 200 metros, con un tiempo de 20.38 segundos, quedando en el podio tras los estadounidenses John Capel y Darvis Patton.
Cinco años después, en las Olimpiadas de Pekín 2008 ganó la plata en los relevos 4 x 100 metros, tras Trinidad y Tobago; Jamaica había llegado en primera posición pero fueron descalificados por dopaje.